# Hrašenski Vrh
Hrašenski Vrh este o localitate din comuna Radenci, Slovenia, cu o populație de 78 de locuitori.